# Staurastrum floriferum
Staurastrum floriferum là một loài Song tinh tảo trong họ Desmidiaceae, thuộc chi Staurastrum.